# Moderní evoluční syntéza
Neodarwinismus (jinými názvy též nová syntéza, moderní syntéza, evoluční syntéza) je sloučení myšlenek několika biologických oborů, která je v současnosti široce uznávanou teorií evoluce. Syntéza probíhala v první polovině 20. století a je spolu s Darwinovým založením evoluční biologie považována za jednu z největších revolucí v biologii. Podnětem k syntéze byl vývoj v populační genetice ve 20. a 30. letech, který ukázal slučitelnost mendelovské genetiky s přirozeným výběrem. Syntéza je stále z velké části součástí vědeckého paradigmatu.
Moderní syntéza vyřešila problémy a spory způsobené specializací a špatnou komunikací mezi biology na počátku 20. století. V centru těchto sporů byla otázka, zda je mendelovská genetika slučitelná s postupnou evolucí přírodním výběrem. Darwinova teorie přirozeného výběru vycházela z existence jisté variability mezi jedinci, Darwin však netušil, jakým způsobem vzniká, naopak Mendel tvrdil, že rozdíly mezi jedinci jsou způsobeny dědičností jistých "vloh" (alel), domníval se však, že tento polymorfismus je stabilní a druh jako celek se žádným způsobem nevyvíjí. Neodarwinistická evoluce však ukázala, že se Mendel a Darwin nevylučují, ale naopak se potvrzují – náhodné mutace ("chyby") způsobí existenci různých alel, které se dědí z generace na generaci a přitom na jejich nositele působí přirozený výběr a dlouhodobě se tak udrží jen nositelé, kteří se díky svým alelám lépe adaptují.
Další otázkou bylo, zda výrazné a dlouhodobé změny (makroevoluce) pozorované paleontology jsou vysvětlitelné drobnými změnami v populacích (mikroevoluce). Syntéza shrnula poznatky z mnoha biologických oborů, hlavně z genetiky, cytologie, systematiky, botaniky, morfologie, ekologie a paleontologie.
Za zakladatele neodarwinismu je považován August Weismann. Termín moderní evoluční syntéza zavedl Julian Huxley ve své knize Evolution: The Modern Synthesis (česky doslova Evoluce: moderní syntéza) z roku 1942. Mezi dalšími výraznými postavami syntézy byli Ronald Fisher, Theodosius Dobzhansky, J. B. S. Haldane, Sewall Wright, E. B. Ford, Ernst Mayr, Bernhard Rensch, Sergej Sergejevič Četverikov, George Gaylord Simpson a George Ledyard Stebbins.